# Filme de assalto
Filme de assalto (do inglês Heist films) é um subgênero dos filmes policiais que envolve um grupo de pessoas tentando roubar algo ou dar um golpe em alguém. Tipicamente, há muitas reviravoltas em sua trama, e o filme foca nas personagens tentando formular um plano, executá-lo, e escapar com o objeto. A figura do nêmesis é bem comum, geralmente uma figura autoritária ou um antigo parceiro que trai o grupo. Esses filmes apresentam enredos em que uma equipe de criminosos habilidosos realiza um roubo inteligente e ousado.
Um dos primeiros filmes de assalto que definiu foi The Asphalt Jungle (1950), que Film Genre 2000 escreveu "quase que sozinho popularizou o gênero para o cinema convencional". Apresentava ladrões cujas falhas pessoais acabaram por levar ao fracasso do roubo. Filmes semelhantes usando essa fórmula foram Armored Car Robbery (1950), The Killing (1956) e The Getaway (1972). Na década de 1990, os filmes de assalto "experimentam e brincam com essas convenções" e se concentram mais nas relações dos personagens do que no crime em si.

## Cenário típico
Convencionalmente, um filme de assalto contém um enredo divido em três atos. O primeiro ato consiste em preparar os ladrões: recrutar sócios, analisar os bens a serem furtados, o local do roubo, o sistema de alarme, familiarizar-se com tecnologias inovadoras e montar o enredo do último ato .
O segundo ato diz respeito ao próprio roubo. Com raras exceções, os gangsters conseguem o que querem, passando por uma série de eventos mais ou menos imprevistos.
O terceiro ato diz respeito ao desenlace da trama. Os personagens envolvidos no roubo estão se voltando uns contra os outros ou apenas um terá feito acordos com terceiros.
Normalmente, a maioria dos personagens envolvidos no roubo terminará assassinada, presa pela aplicação da lei ou será incapaz de levar o loot. No entanto, atualmente os enredos tendem a tornar os ladrões vitoriosos, especialmente se o alvo descrito for de baixo caráter, como cassinos, organizações corruptas ou individuais, ou criminosos.